# John Hutchinson (football)
Pour les articles homonymes, voir John Hutchinson et Hutchinson.
John Hutchinson est un footballeur international maltais d'origine australienne né le 29 décembre 1979 à Morwell en Australie reconverti entraîneur.

## Biographie

### En sélection
Il honore sa première sélection le 5 juin 2009 contre la République tchèque au Chance Arena (défaite 1 à 0).

## Statistiques détaillées
| Saison                | Club                   | Championnat           | Championnat | Championnat | Coupe(s) nationale(s) | Coupe(s) nationale(s) | Compétition(s) continentale(s) | Compétition(s) continentale(s) | Compétition(s) continentale(s) | Sélection | Sélection | Sélection | Total | Total |
| Saison                | Club                   | Division              | M.          | B.          | M.                    | B.                    | Comp.                          | M.                             | B.                             | Équipe    | M.        | B.        | M.    | B.    |
| 2005 - 2006           | Central Coast Mariners | 1                     | 17          | 6           | -                     | -                     | -                              | -                              | -                              | -         | -         | -         | 17    | 6     |
| 2006 - 2007           | Central Coast Mariners | 1                     | 16          | 1           | -                     | -                     | -                              | -                              | -                              | -         | -         | -         | 16    | 1     |
| 2007 - 2008           | Central Coast Mariners | 1                     | 19          | 3           | -                     | -                     | -                              | -                              | -                              | -         | -         | -         | 19    | 3     |
| 2008 - 2009           | Central Coast Mariners | 1                     | 20          | 2           | -                     | -                     | CL                             | 6                              | 0                              | -         | -         | -         | 26    | 2     |
| 2009 - 2010           | Central Coast Mariners | 1                     | 23          | 3           | -                     | -                     | -                              | -                              | -                              | Malte     | 4         | 0         | 27    | 3     |
| 2010 - 2011           | Central Coast Mariners | 1                     | 23          | 1           | -                     | -                     | -                              | -                              | -                              | Malte     | 3         | 0         | 26    | 1     |
| 2011                  | Chengdu Blades         | 1                     | 14          | 3           | 0                     | 0                     | -                              | -                              | -                              | Malte     | 4         | 0         | 18    | 3     |
| 2011 - 2012           | Central Coast Mariners | 1                     | 18          | 0           | -                     | -                     | CL                             | 1                              | 0                              | Malte     | 0         | 0         | 19    | 0     |
| Total sur la carrière | Total sur la carrière  | Total sur la carrière | 150         | 19          | 0                     | 0                     | -                              | 7                              | 0                              | 0         | 11        | 0         | 168   | 19    |